# Rembrandt Films
 (septembre 2024).
Rembrandt Films est une société de production tchèque fondée par le producteur de films américain William L. Snyder en 1949. Elle a commencé comme importatrice de films européens et s'est étendue à la production de films d'animation.
Gene Deitch a réalisé pour la société à la fois ses propres films et des dessins animés sous-traités à des studios américains tels que MGM (Tom et Jerry) et King Features Syndicate (Popeye, Krazy Kat, Snuffy Smith et Beetle Bailey).
Rembrandt Films est aujourd'hui dirigé par le fils de William Snyder, Adam Snyder, et son épouse Patricia Giniger Snyder. Rembrandt Films est une société mère de Rembrandt Communications, Rembrandt Animation et Rembrandt Video Productions. Elle propose des services d'animation, de production vidéo et de rédaction commerciale.

## Œuvres remarquables

### Animation
- Little Roquefort
- Munro
- Tom and Jerry
- Popeye
- Nudnik
- Krazy Kat
- Snuffy Smith
- Beetle Bailey
- Alice du pays des merveilles à Paris

### Documentaries
- Silent Pioneers (Emmy Nominee for Best Program)
- Girona, The Mother of Israel: The Jews of Catalonia
- Caring for Cambodia
- The Children of Oswiecim Remember
- The Technion: Turning Tomorrow's Dreams into Today's Realities
- CADCA: The Dangers of Underage Drinking
- CADCA's Dose of Prevention Award
- Finding Security in an Insecure World
- Turning Passion into Promise to End Duchenne
- Hale House: It's All About the Children
- Hale House: The Mother Hale Way
- A Torah Returns
- The Dreyfus Affair: A Current Affair
- The Many Faces of the Sephardim
- Come Back to the Lower East Side
- In Touch for Life
- The Four Energy Gates (Dr. Nan Lu)